# 1951 في التلفزيون البريطاني
هذه قائمة بالأحداث المتعلقة التي حدثت بالتلفزيون البريطاني منذ عام 1951.

## الأحداث

### يناير - يونيو
- لا أحداث.

### يوليو
- 16 يوليو - ما هو خطي؟ لأول مرة في خدمة تلفزيون بي بي سي. سيكون أحد البرامج الأعلى تقييمًا لبقية العقد وسيكون نجمًا من مضيفه، إيمون أندروز، الذي يتولى المسؤولية من جيلبرت هاردينج من الحلقة الثانية.

### أغسطس - سبتمبر
- لا أحداث.

### أكتوبر
- 12 أكتوبر - تم افتتاح جهاز الإرسال Holme Moss في شمال إنجلترا، مما جعل خدمة BBC التلفزيونية متاحة للمنطقة لأول مرة.

### نوفمبر - ديسمبر
- لا أحداث.

## لأول مرة
- 16 يوليو - ما هو خطي؟ (1951-1963)
- 20 أكتوبر - شارلوك هولمز (1951)

## البرامج التلفزيونية المستمرة

### عشرينيات القرن الماضي
- بي بي سي ويمبلدون (1927-1939، 1946-2019، 2021-2024)

### الثلاثينيات
- صفحة الصورة (1936-1939، 1946-1952).
- سباق القوارب (1938-1939، 1946-2019)
- بي بي سي للكريكيت (1939، 1946-1999، 2020-2024)

### الأربعينيات
- كاليدوسكوب (1946-1953)
- مافن ذا بغل (1946-1955، 2005-2006)
- كافيه كونتيننتال (1947–1953)
- نشرة إخبارية تلفزيونية (1948-1954)
- تعال للرقص (1949-1998)
- كيف تنظرون؟ (1949–1953)

### الخمسينيات
- آندي باندي (1950–1970، 2002-2005)

## إنتهت في عام 1951
- 20 أكتوبر - شارلوك هولمز (1951)

## المواليد
- 7 يناير - هيلين وورث، الممثلة كاثرين هيلين ويجلزورث
- 6 فبراير - كيفن واتلي، ممثل
- 15 فبراير - جين سيمور، من مواليد جويس فرانكنبرج، الممثلة
- 18 مارس - بول باربر، ممثل
- 13 أبريل - بيتر دافيسون، ممثل
- 20 أبريل - لويز جيمسون، ممثلة
- 11 مايو - كاي ميلور، كاتبة السيناريو والممثلة كاي دانيال
- 13 مايو - سيلينا سكوت، صحفية ومذيعة أخبار ومقدمة برامج تلفزيونية
- 4 يونيو - ديفيد ييب، ممثل
- 28 يونيو- للا وارد، ممثلة
- 4 سبتمبر - ديفيد رينويك، كاتب السيناريو
- 10 سبتمبر - سالي جريس، كاتبة ساخرة وممثلة وممثلة صوت
- 30 سبتمبر - جون لويد، منتج
- 6 نوفمبر - نايجل هافرز، ممثل
- 15 نوفمبر - بيلي ماكول، ممثل (توفي عام 2014)
- 24 نوفمبر - مارجريت ماونتفورد، محامية وسيدة أعمال وشخصية تلفزيونية
- 20 ديسمبر - بيتر ماي، روائي وكاتب مسرحي تلفزيوني